# Kloster Rauzet
Das Kloster Rauzet ist ein ehemaliges Grammontenserpriorat in der Gemeinde Combiers im Département Charente, Region Nouvelle-Aquitaine in Frankreich. Es liegt rund 23 Kilometer südöstlich von Angoulême und acht Kilometer nordnordwestlich von Mareuil (Luftlinie). Die ehemaligen Prioratsgebäude sind seit 1992 als Monument historique anerkannt.

## Geographie und Zugang
Das Kloster Rauzet liegt im gleichnamigen Weiler Rauzet (auch in der Schreibweise Rozet), der zur Gemeinde Combiers gehört. Sein Westflügel grenzt unmittelbar an die D 41 von Combiers nach Rougnac. Nach Combiers im Südosten sind es 3 Kilometer, nach Rougnac im Nordwesten etwas über 4 Kilometer. Am südlichen Eingang des Weilers zweigt nach Westen die D 163 ab, die an die D 87 von La Rochebeaucourt-et-Argentine nach Rougnac anbindet. Die Klosteranlage befindet sich auf 152 Meter über dem Meeresspiegel und bildet Teil einer nach Südwesten öffnenden Lichtung im Forêt Domaniale de la Mothe-Clédou. Durch diese Lichtung zieht der Ruisseau de Rauzet, ein kleiner Wasserlauf, der sich südlich des Klosters mit einem von Nordnordwest kommenden Bach vereinigt und dann zur Nizonne nach Südsüdost abfließt. Geologischer Untergrund des Klosters sind flach liegende Sedimente des Obersantons. Es handelt sich hier um recht resistente, verkieselte Sandsteine (detritische Litoralfazies des Obersantons), die als Füllsteine beim Bau des Klosters Verwendung fanden.

## Geschichte
Die Gründung des Klosters Rauzet geht auf das Jahr 1165 zurück. Mit dem Bau dürfte aber erst gegen 1180 begonnen worden sein. 1317 kam es zu einer Zusammenlegung mit dem Grammontenserkloster Ravaud in der Charente. Eine Affiliation mit dem nahegelegenen Zisterzienserkloster Grosbot wird vermutet, ist aber nicht bewiesen. 1596 erfolgte der Anschluss an die Dorfkirche von Combiers. Während der Hugenottenkriege wurden die Konventsgebäude zerstört. Bereits im Jahr 1712, noch vor der Auflösung des Grammontenserordens im Jahr 1772 durch Papst Clemens XIV., befand sich das Kloster in einem desolaten Zustand.
1970 stürzte die Apsiskalotte ein. Im Jahr 1986 kam es folglich zur Gründung eines Vereins zu Schutz, Renovierung und teilweisem Wiederaufbau der Anlage (ASEG Rauzet). Renovierungsarbeiten fanden zwischen 1991 und 2009 statt. Zwischen 1993 und 1998 wurden auch verschiedene Grabungen durchgeführt.

## Bauten und Anlage
Hauptbestandteil des Klosters Rauzet ist die 6,5 breite und 27,9 Meter lange Saalkirche. Wie bei Grammontenserklöstern üblich befindet sich die Kirche im Norden der Anlage und ist nach Osten ausgerichtet. Das Kirchenschiff trägt ein Spitztonnengewölbe und schließt nach Osten mit einer halbrunden Apsis. Die Kirche wirkt verhältnismäßig hoch und wird im Innern unterhalb des Gewölbeansatzes von einem Bandgesims umgürtet. In der Westfassade ist ein schräg gelaibtes, hohes Rundbogenfenster eingelassen. Die Apsis wird von drei hohen Rundbogenfenstern ausgefüllt, die den Sakralbereich ausleuchten. Die Wände wurden mit großen Quadersteinen gemauert. Die Kalksteine sind mit parallelen, sehr regelmäßigen, schräg laufenden Scharierungen gearbeitet. Wie oft bei Grammontenserkirchen wurde auch hier die Apsis erweitert. Eine Stufe trennt Chor und Apsis. In der Chorsüdwand sind zwei Piscina eingelassen, gegenüber in der Nordwand befindet sich ein hohes Armarium.

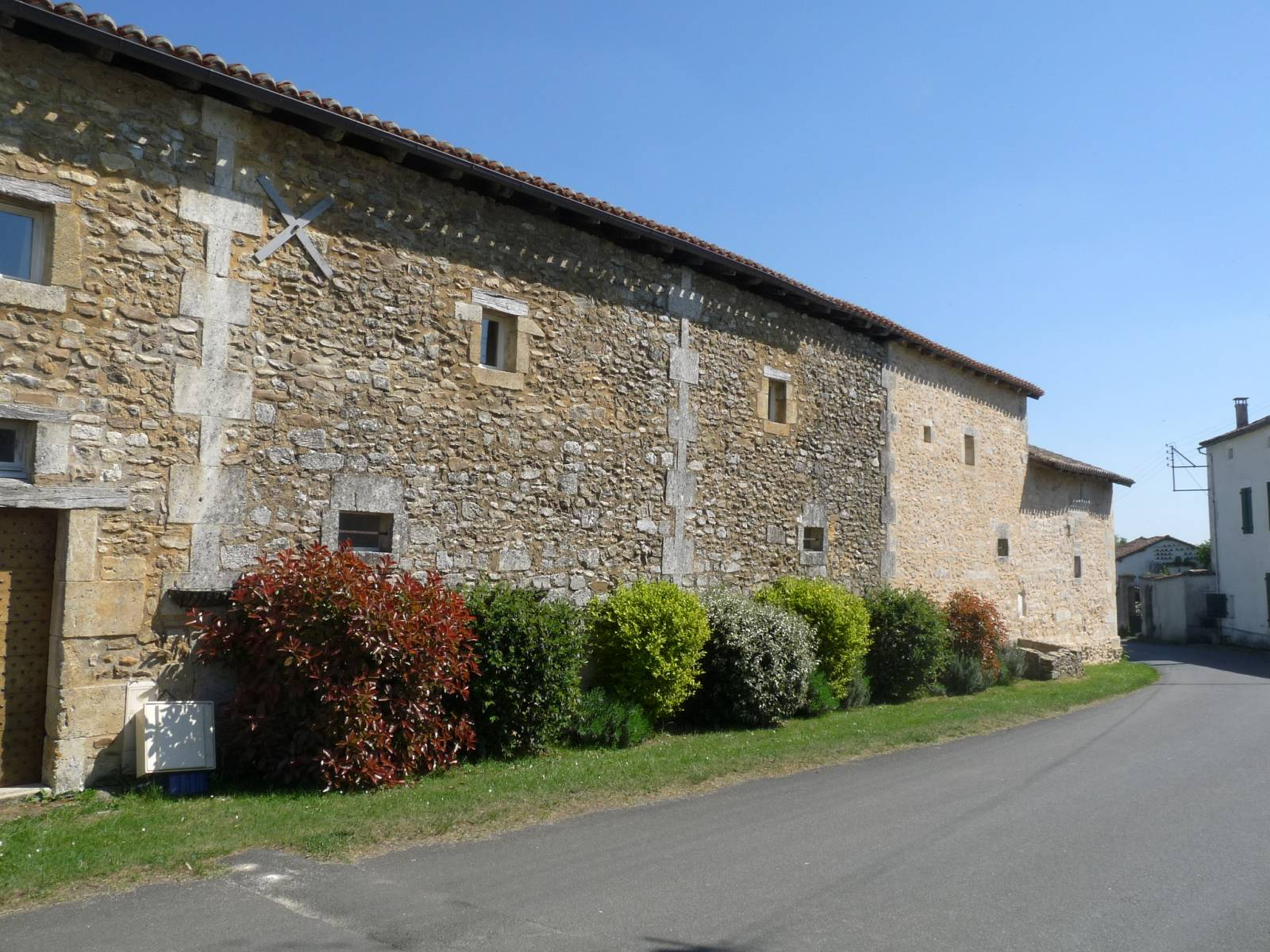
Der Westflügel des Klosters an der D 41

Die leicht spitzbogenförmige, von Säulen flankierte Laientür befindet sich am Nordwestende der Nordwand. Die etwas breitere Mönchstür in der Chorsüdwand hat einen Türsturz mit einer vertieften Fläche als Tympanon. Der Ostflügel schloss einst unmittelbar mit dem Friedhofsgang, von dem noch der Ansatz des Tonnengewölbes zu erkennen ist, an den Ostteil der Chorsüdwand an. Hier ist in die Chorwand eine rundbogenförmige Piscina eingelassen. Neben den beiden aufgerissenen Wandanschlüssen sind dies die einzigen Überreste des ehemaligen zweistöckigen Ostflügels. Sämtliche Räume sind zerstört und selbst die Fundamente wurden durch den Ackerbau beschädigt. Die erhaltenen Maueransätze demonstrieren auf eindrucksvolle Weise die mittelalterliche Bautechnik mit großen Quadersteinen außen und Füllwerk innen. Auch vom Südflügel ist nicht mehr viel erhalten, nur die Küche ist in ihren Grundmauern noch erhalten, das Refektorium ist zerstört. Auf den Fundamenten der Küche steht jetzt ein Wohnhaus. Der Westflügel wurde von einer zum Wohnhaus gehörenden Scheune ersetzt, die in ihrem Grundriss nur den Verlauf der Westwand beibehielt, in welcher die Fundamente des Westflügels vermutet werden. Auch der Kreuzgang ist nicht mehr erhalten. Pfostenlöcher in der Chorsüdwand weisen auf einen ehemaligen Pultdachgang hin. Der Maueranriss an der Nordwand könnte die Tragewand einer Vorhalle gewesen sein, die seitlich von Holzpfeilern abgestützt wurde.

## Beurteilung

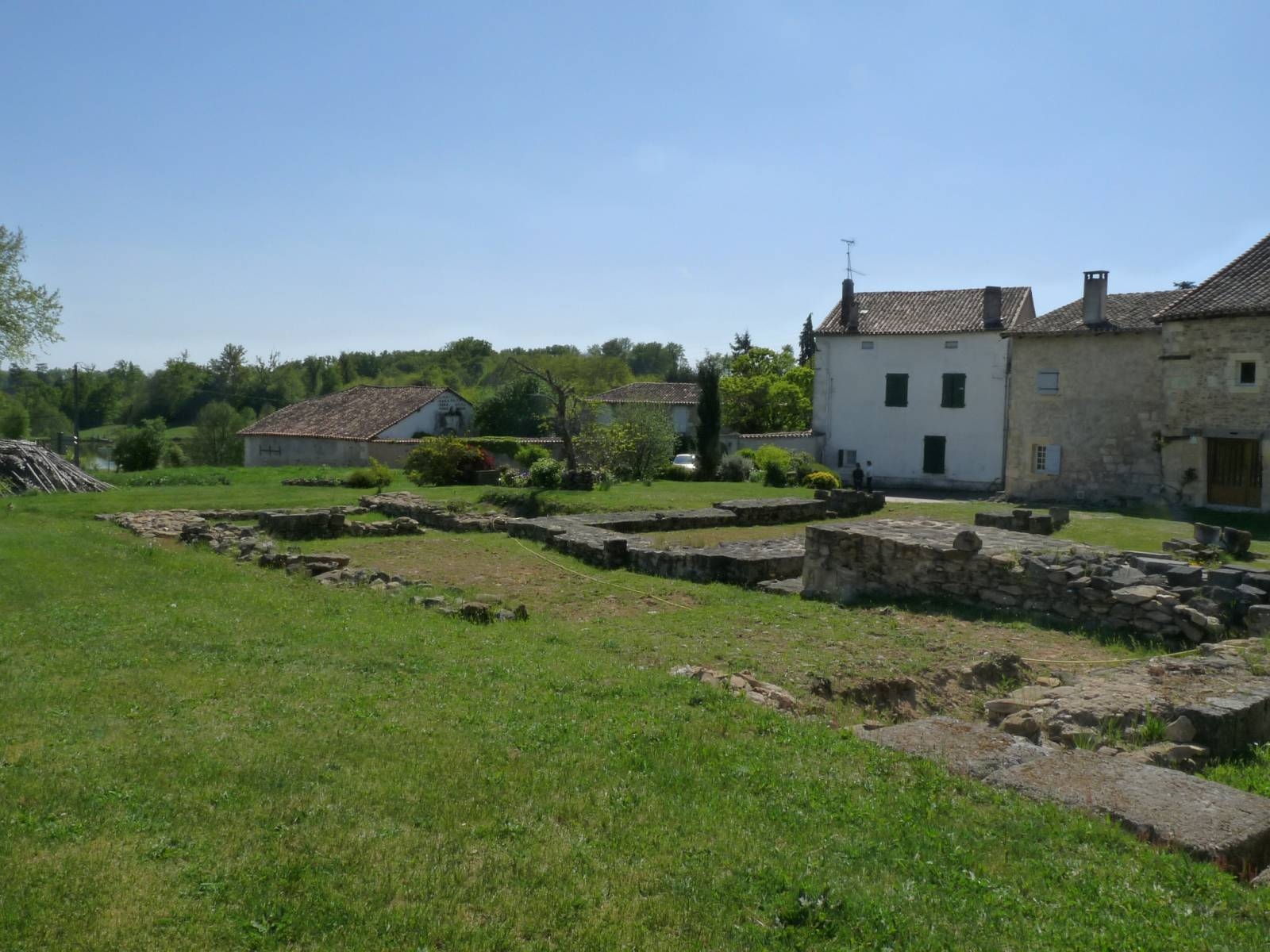
Die Klosteranlage von Nordost

Das Kloster Rauzet dürfte, wie sich aufgrund gewisser Stilelemente vermuten lässt, gegen 1180 erbaut worden sein. Es ist von durchschnittlicher Größe und zeigt die hohe Qualität grammontensischer Bauwerke. Die für die Kirche gewählten Proportionen sind sehr perfekt. Ihr Stil unterscheidet sich durch seine Schlichtheit von den architektonisch und skulptural sehr reichhaltigen Bautraditionen in der Charente.
Das Kloster hatte – ganz in Übereinstimmung mit der Armutsregel des Ordens, die hier sehr streng praktiziert wurde – keinen Außenbesitz (Mühlen und dergleichen). Das Kloster wurde von einem so genannten Konversen geleitet, damit die von materiellen Belangen entbundenen Mönche ausschließlich ihren spirituellen Tätigkeiten nachgehen konnten. Eine wichtige Regel bei den Grammontensern war die Gastfreundschaft und so nahm das an einer Nebenroute des Jakobswegs gelegene Kloster – auch in Erwartung von Spenden – zahlreiche Pilger auf.